# Poophilus abbreviatus
Poophilus abbreviatus is een halfvleugelig insect uit de familie Aphrophoridae. De wetenschappelijke naam van deze soort is voor het eerst geldig gepubliceerd in 1911 door Melichar.